# Declieuxia gracilis
Declieuxia gracilis är en måreväxtart som beskrevs av Joseph Harold Kirkbride. Declieuxia gracilis ingår i släktet Declieuxia och familjen måreväxter. Inga underarter finns listade i Catalogue of Life.